# Pitsounda
Pitsounda (en géorgien : ბიჭვინთა, Bitchvinta; en abkhaze : Пицунда ; en russe : Пицунда, Pitsounda) est une ville et une station balnéaire de la république d'Abkhazie, région séparatiste de la Géorgie. Sa population s'élevait à 7 000 habitants en 2008.

## Étymologie
Pitsounda, ou Bitchvinta, viennent de "pin", ("Pitios", pour le grec et "Phitchvi", pour le géorgien). Aujourd'hui encore, il existe au cap de Pitsounda, les vestiges de ce paysage de pins.
Au XVIIIe s. c'était appelée Pijuvitas par les ecclésiastiques,.

## Géographie
Pitsounda est située au bord de la mer Noire, à 56 km au nord-ouest de Soukhoumi et à 70 km au sud-est de Sotchi. Elle se trouve dans le district de Gagra et à 25 km de la ville de Gagra.

## Histoire

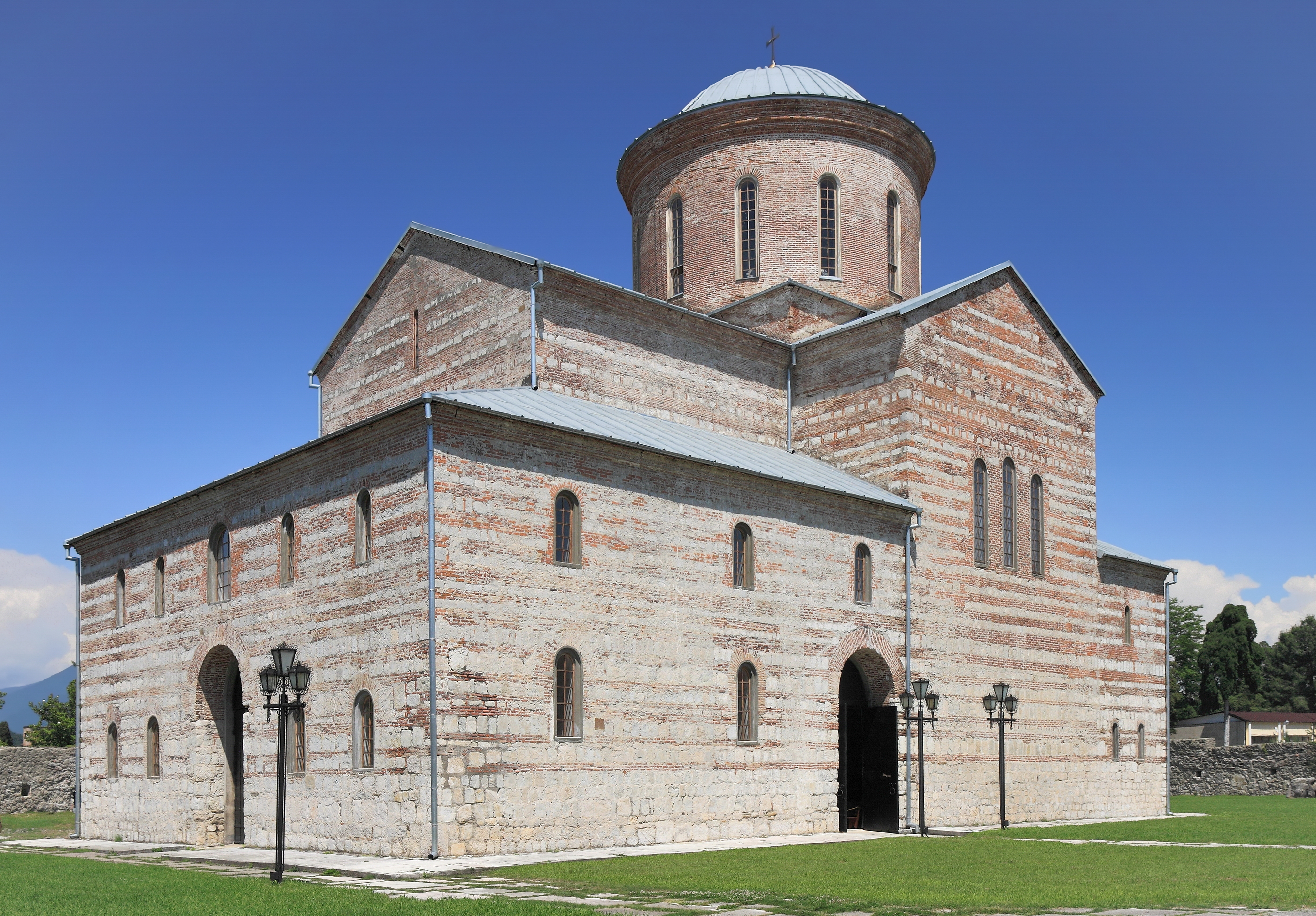
La cathédrale Saint-André de Pitsounda

Pitsounda est située sur l'emplacement de la colonie grecque de Pityus (ou Pityos), fondée au Ve siècle av. J.-C. au bord du Pont-Euxin. Elle fut comprise dans le royaume de Colchide. Saint Jean Chrysostome y fut exilé et y mourut en 407. Elle fait partie de l'Empire byzantin jusqu'au IXe siècle, puis est rattachée au royaume d'Iméréthie.
Au Xe siècle, le roi Bagrat III de Géorgie y fit construire une magnifique cathédrale. La ville était devenue un port commercial important. Elle devint le siège du catholicos orthodoxe de la principauté d'Abkhazie inféodée à la Géorgie, jusqu'à la prise de la ville par les Ottomans, au XVIe siècle. Pendant les XIVe et XVe siècles, elle fut une colonie génoise nommée Pezonda.
Pendant la Guerre de Crimée, Pitsounda fut le site d'une bataille navale, le 9 novembre 1853, entre les Turcs et les Russes.
Après 1810, Pitsounda fait partie de l'Empire russe. Elle est rattachée à la Géorgie soviétique (par le biais de la Transcaucasie) dans les années 1920.
Pendant la période de l'Union soviétique, Pitsounda était une célèbre station balnéaire.
Depuis la fin récente du blocus, imposé par la Géorgie, la ville retrouve un certain essor touristique, grâce à l'afflux de touristes russes. Elle doit également une grande partie de son rayonnement au festival de musique créé en 1983 par la violoniste géorgienne Liana Issakadze.
Les 12 et 13 mars 1974, eut lieu une rencontre officielle franco-soviétique entre Georges Pompidou et Leonid Brejnev à Pitsounda.

## Galerie

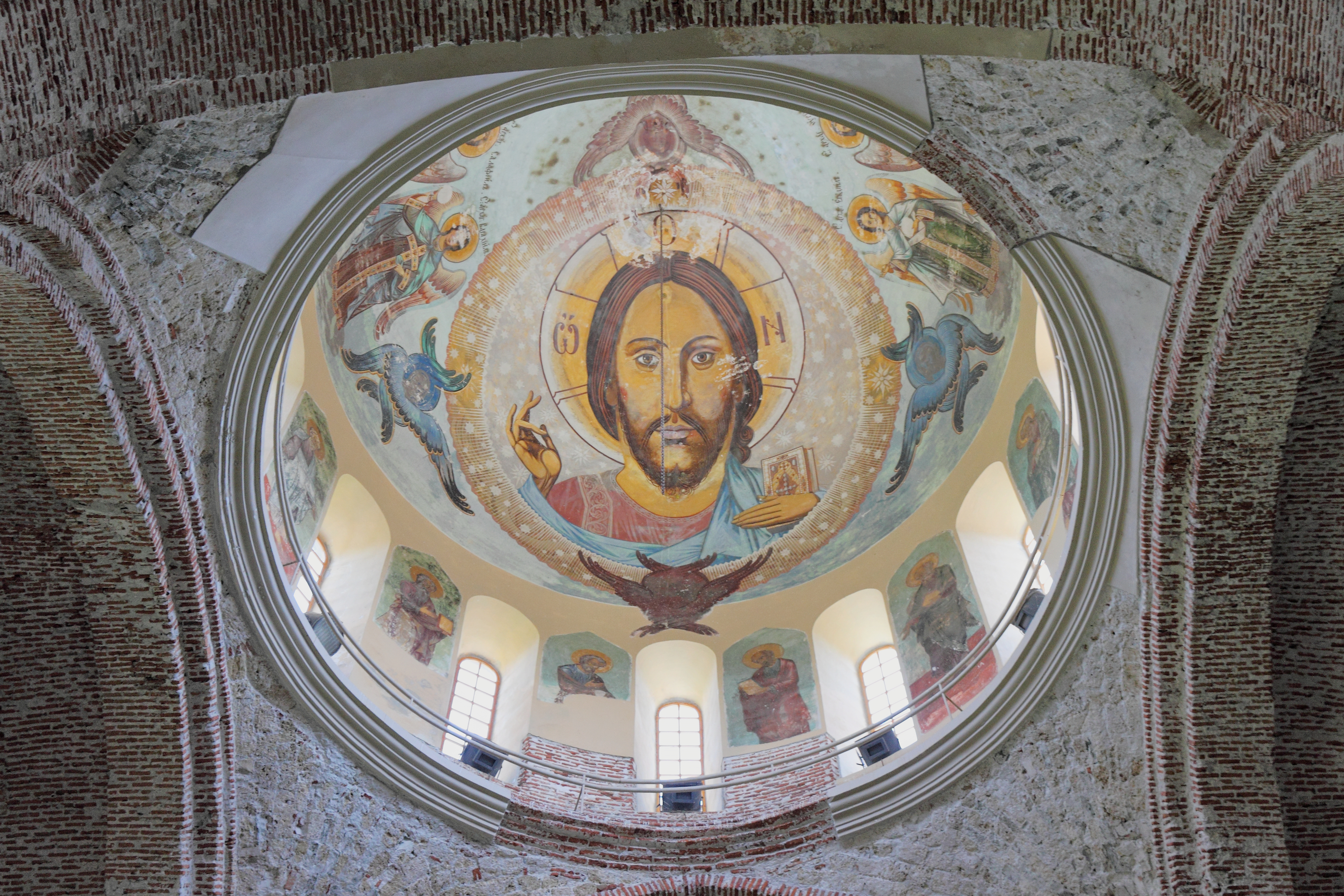
Fresques de la cathédrale.
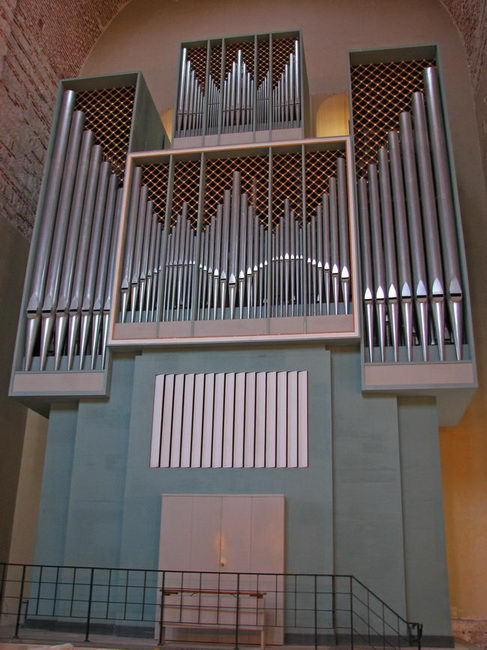
Orgue de la cathédrale
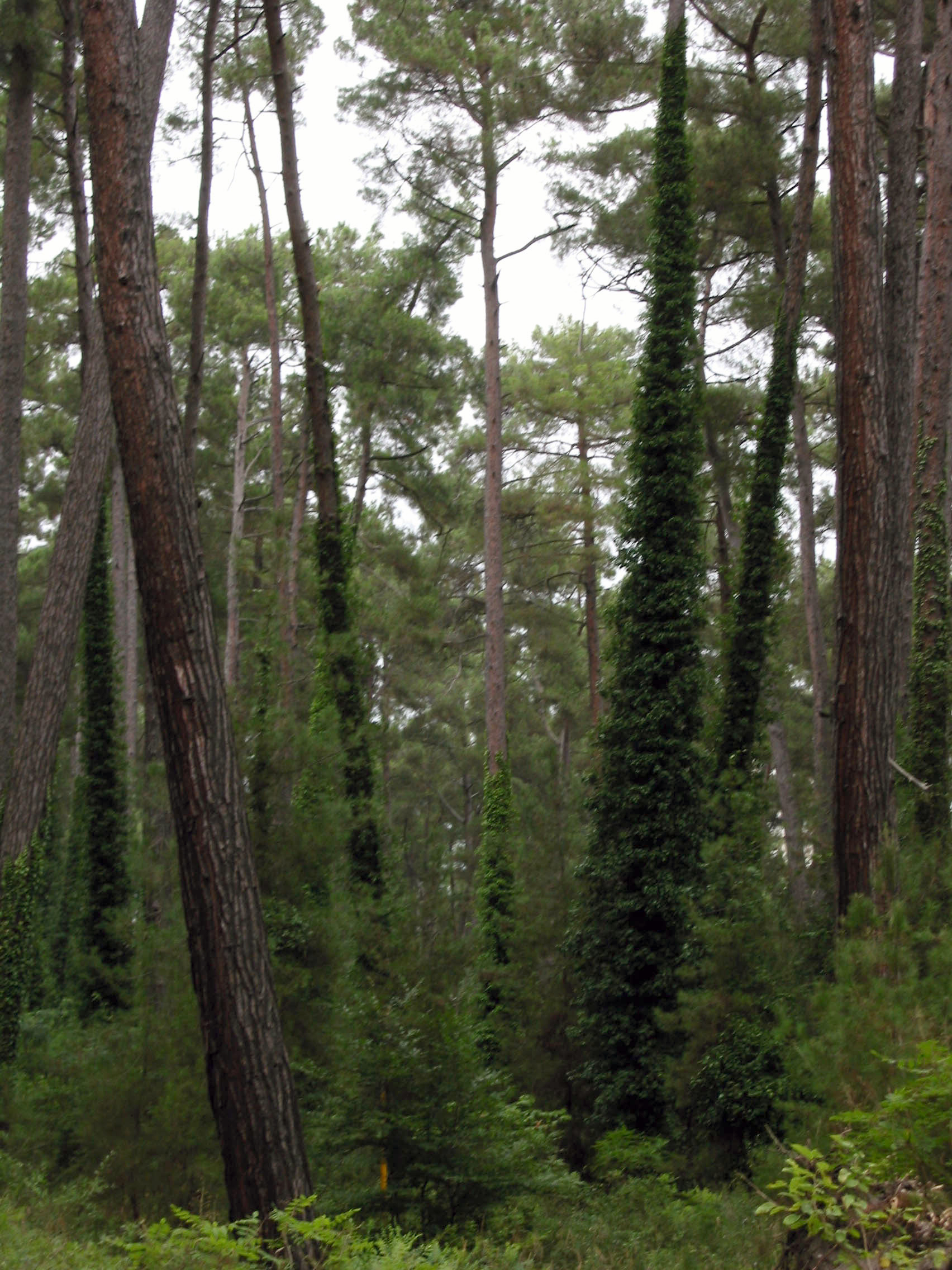
Pins, à Pitsounda.
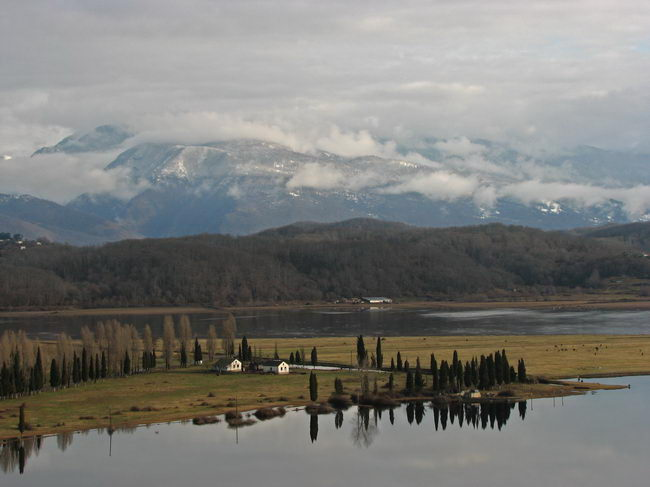
Vue des montagnes du Caucase à partir du cap de Pitsounda
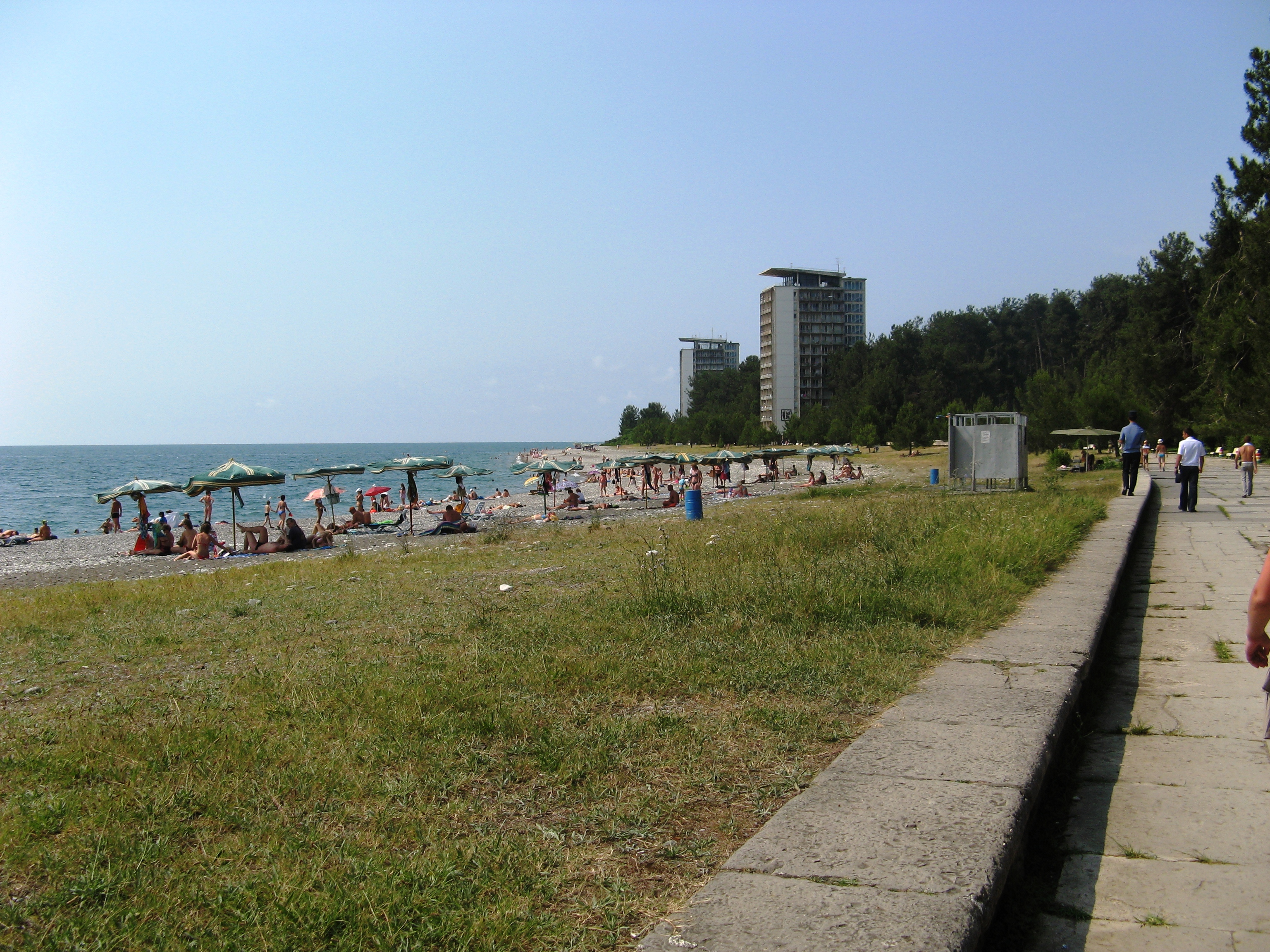
Grande plage centrale